# Suly Cabral Machado
Suly, właśc. Suly Cabral Machado (ur. 30 października 1938 w Pelotas) – piłkarz brazylijski, występujący na pozycji bramkarza.

## Kariera klubowa
Suly występował w klubach Brasil Pelotas i Aimoré São Leopoldo i São Paulo FC.

## Kariera reprezentacyjna
W reprezentacji Brazylii Suly zadebiutował 6 marca 1960 w wygranym 2-0 meczu z reprezentacją Meksyku podczas Mistrzostw Panamerykańskich, na których Brazylia zajęła drugie miejsce. Na turnieju w Kostaryce wystąpił jeszcze w meczach z Kostaryką i Argentyną, który był jego ostatnim meczem w reprezentacji.